# Richmond (Nuova Zelanda)
Richmond è una cittadina della Waimea Plains, nella regione di Tasman, nell'Isola del Sud della Nuova Zelanda. La città è sede del District Council, ed è il capoluogo regionale. Sorge nella parte orientale della regione e confina con la città di Nelson (il cui territorio costituisce una regione unitaria). Nell'insediamento sono presenti chiese anglicane e di vari credi protestanti tra i più antichi della Nuova Zelanda.